# TAKE MOON
『TAKE MOON』（テイク・ムーン）は、武梨えりによるTYPE-MOON原作のゲーム作品のアンソロジー漫画作品集である。
一迅社から単行本2巻が発売されており、2011年には『カーニバル・ファンタズム』 (Carnival Phantasm) としてアニメ化された。

## 単行本
いずれも一迅社刊行のIDコミックス/DNAメディアコミックスから発売。
TAKE MOON 武梨えり TYPE-MOON作品集
2004年6月25日発売（ISBN 978-4-7580-0188-5）
TYPE-MOON作品のうち『月姫』シリーズ、『MELTY BLOOD』シリーズのアンソロジー作品を纏めた作品集。
TAKE MOON 2 武梨えり TYPE-MOON作品集
2006年8月9日発売（ISBN 978-4-7580-0336-0）
TYPE-MOON作品のうち前巻に加えて、『Fate/stay night』シリーズのアンソロジー作品を纏めた作品集。
TAKE MOON 武梨えり TYPE-MOON作品集 特別版
2011年11月26日発売（ISBN 978-4-7580-6282-4）
既刊2巻と新規描きおろしのあとがきを一冊に纏めたもの。描き下ろし収納BOX付き。付属特典は『カーニバル・ファンタズム』の番外編「EX Season」のDVDと、武梨のTYPE-MOON関連イラスト集「TYPE-MOON ARTWORKS」。

## アニメ
『カーニバル・ファンタズム』 (Carnival Phantasm) のタイトルで、2011年8月14日からOVAシリーズとして全3巻が発売された。武梨が連載作品『かんなぎ』を掲載している『月刊ComicREX』（一迅社）の2011年1月号でアニメ化が発表された。TYPE-MOONの10周年記念企画として制作されており、「TYPE-MOON10周年記念アニメーション」と銘打たれている。略称は「CP」「カニファン」。
第4話で物語のルート選択があり、実際に公式サイトで2011年8月19日 - 9月15日までルート選択投票が行われ、選ばれた「全員とデート」が第3巻に収録された「まほうつかいの箱」ではまだチャンスは残っているとも発言されており、お蔵入りになった「メインヒロインとデート」編は『Special Season』に収録された。
『EX Season』は、2011年11月26日発売の『TAKEMOON 武梨えりTYPE-MOON作品集 特別版』に収録。『Special Season』は、2013年1月16日発売のTYPE-MOON10周年記念イベント（2012年7月7日・8日開催）収録Blu-ray Disc Box『TYPE-MOON Fes. -10TH ANNIVERSARY EVENT-』に収録。
3rd Seasonでは、『Fate/Prototype』が映像特典OVAとして収録された。
2018年1月に傑作選として3週限定で放送された。傑作選ではエンドカードを武梨えりが描き下ろしている。同年10月にはseason1-3の計12話が、AbemaTVでネット初配信となった。
なお、本作以降のFate関連タイトルにおいても、ファンタズムの名を冠するパロディ作品が制作されている。

### スタッフ
カーニバル・ファンタズム
- 原作・原案 - 武梨えり「TAKE MOON」 / TYPE-MOON「月姫」「歌月十夜」「Fate/stay night」「Fate/hollow ataraxia」「MELTY BLOOD」「まほうつかいの箱」（Special）
- 企画・監修 - TYPE-MOON 武内崇 / 奈須きのこ
- 監督 - 岸誠二
- シリーズ構成 - 上江洲誠
- キャラクターデザイン - 森田和明 / 廣瀬智仁
- 総作画監督 - 森田和明
- 美術監督 - 下山和人
- 色彩設計 - 柳澤久美子
- 撮影監督 - 塩見和欣
- 編集 - 田村ゆり
- 音響監督 - 飯田里樹
- 音楽 - 高梨康治
- プロデューサー - 竹内友崇 / 福良啓 / 比嘉勇二
- プロデュース - エモーション
- アニメーション制作 - ラルケ
- 製作 - TYPE-MOON、カーニバル・ファンタズム製作委員会 / ノーツ、ラルケ、バンダイビジュアル

『Special Season』コハエースパート
- 監督・構成・脚本・コンテ・演出・キャラクターデザイン・作画監督・総作画監督 - 経験値

### 主題歌
すーぱー☆あふぇくしょん
栗林みな実、橋本みゆき、飛蘭、美郷あき、yozuca*、rinoの6人が歌うオープニングテーマ。作詞は畑亜貴、作曲・編曲は太田雅友が担当。
本編では劇中に登場するキャラクターたちが総登場し、ダンスを踊るシーンがある。『Special Season』では桂木千鍵&日比乃ひびきも映像に追加。
Fellows
遠藤正明が歌うエンディングテーマ。作詞は芳賀敬太、作曲はKATE、編曲は黒須克彦が担当。
『Special Season』ではコハエースキャラが映像に追加され、セリフが挿入されている。
FINAL DEAD LANCER
高梨康治による第11話エンディングテーマ。

### キャスト
キャラクターの詳細は各該当作品を参照。『Fate/Prototype』のキャラクターについては、当該項目を参照。

#### 月姫シリーズより
月姫
- アルクェイド・ブリュンスタッド、ネコアルク - 柚木涼香
- 遠野志貴 - 野島健児 / 小林由美子（子供時代）
- シエル、知得留先生 - 佐久間紅美
- 遠野秋葉 - ひと美
- 琥珀 - 高野直子
- 翡翠 - 松来未祐
- 弓塚さつき - 南央美
- ネロ・カオス - 中田譲治
- ミハイル・ロア・バルダムヨォン - 成田剣
- 蒼崎青子 - 三石琴乃
- 国藤 - 伊丸岡篤

歌月十夜
- レン、白レン - 水橋かおり
- セブン - 戸松遥

MELTY BLOOD
- シオン・エルトナム・アトラシア - 夏樹リオ
- リーズバイフェ・ストリンドヴァリ - 渡辺明乃
- 有間都古 - 倖月美和
- メカヒスイ  - 松来未祐
- ネコアルク・カオス - 中田譲治

設定資料集では乾有彦役として櫻井孝宏が記載されているが、劇中には登場しない。櫻井孝宏は『Fate/Prototype』のセイバー役としてOVA自体には出演している。

#### Fateシリーズより
Fate/stay night
- セイバー - 川澄綾子
- 衛宮士郎 - 杉山紀彰
- 遠坂凛 - 植田佳奈
- アーチャー - 諏訪部順一
- 間桐桜 - 下屋則子
- イリヤスフィール・フォン・アインツベルン - 門脇舞以
- ランサー - 神奈延年
- ライダー - 浅川悠
- バーサーカー - 西前忠久
- キャスター - 田中敦子
- アサシン - 三木眞一郎
- ギルガメッシュ - 関智一
- 言峰綺礼 - 中田譲治
- 間桐慎二 - 神谷浩史
- 葛木宗一郎 - 中多和宏
- 藤村大河 - 伊藤美紀
- 柳洞一成 - 真殿光昭
- セラ - 寺田はるひ
- リーゼリット - 宮川美保
- 間桐臓硯 - 津嘉山正種

Fate/hollow ataraxia
- カレン・オルテンシア - 小清水亜美
- バゼット・フラガ・マクレミッツ - 生天目仁美
- ギルガメッシュ（子供時代） - 遠藤綾

フェイト/タイガーころしあむ
- セイバーライオン - 川澄綾子
- カレイドルビー - 植田佳奈
- マジカルアンバー - 高野直子
- マジカルカレン - 小清水亜美

Fate/EXTRA
- 赤セイバー - 丹下桜

Fate/kaleid liner プリズマ☆イリヤ
- マジカルルビー - 高野直子 / 中田譲治

#### まほうつかいの箱
- 桂木千鍵 - 仙台エリ
- 日比乃ひびき - 本多陽子
- ケータイさん - 岸尾だいすけ

### オリジナルキャラクター
ここでは本作および『TAKE MOON』初出のオリジナルキャラクターを紹介する。既存作品からの登場人物は出典記事を参照。
ネコアルク・バブルス
声 - 佐久間紅美
アーネンエルベに居座るネコアルクの一匹。ネコ二十七キャットの一匹らしい。通常のネコアルクよりも髪の色が明るい。他のネコアルクと違って人語は話さず、ジェスチャーや頷きなどでのみコミュニケーションをとる。
ネコアルク・ディスティニー
声 - 田中敦子
アーネンエルベに居座るネコアルクの一匹。通常のネコアルクよりも髪の色が暗め。熟女じみていてネコアルクの中では感情の起伏が激しい。
ネコアルク・エボリューション
声 - 野島健児
アーネンエルベに居座るネコアルクの一匹。第6話から登場。いわゆるアキバ系ファッションに身を包み、一眼レフカメラや紙袋を携帯している。
聖杯くん
声 - 下屋則子
3rd Seasonから登場する謎の存在。常に口から紫の泥の様なものを垂れ流している。本作の時間軸を超越した存在であるらしく、死の運命を回避する術をランサーに教えるが、その真意は不明。ミニコーナー「聖杯くん」でも登場し、泣きついてくる人々に便利道具だと思わせる適当な名を付けて包丁を差し出し、それを使って願いを叶える方法を囁く。
初出は2010年のエイプリルフール企画「fuyuki.com」の記事。キャスターの発案で誕生した冬木市のご当地キャラクター。聖杯を知らない一般市民からは不人気であるらしい。
『Fate/Grand Order』のイベント「バレンタイン2018 〜繁栄のチョコレートガーデンズ・オブ・バレンタイン〜」でチョコ聖杯くんの名称で登場。
メカシキ
声 - 野島健児
琥珀が対秋葉用に製造したロボ。ドラマCD「イリヤエ・ロボマエ」に登場。見た目はメカヒスイ以上に志貴に似せられており、その精巧さは秋葉にも認められている。メカヒスイのようにミサイルやビームなどは披露していないものの、腹部に隠しナイフを仕込んでいる。その言動は秋葉への愛の囁きに統一されている。
メカアキハ
声 - ひと美
琥珀が製造したロボット。ドラマCD「タイガー＆ブルマー with ネコアルク VS メカアキハ」に登場。琥珀がふと手に入れたタイガーボールを原動力として動く新型ロボット。ビームや強力な蹴り技を搭載している。その精巧さに志貴は秋葉との区別がつかなかった。背中には自爆ボタンがあるほか、「1」というボタンがあるらしい。対話相手には行動選択を迫るという性質がある。

#### 白き月姫 ファンタズムーン
ミニコーナー「白き月姫 ファンタズムーン」に登場するキャラクターたち。敵怪人は毎回イラストレーターをゲストに描き下ろされている。
ファンタズムーン
声 - 柚木涼香
ローカルテレビアニメ『白き月姫 ファンタズムーン』に登場する魔法少女。キャラクターとしての初見は『TAKE MOON』からで、『Character material』にも武梨えりによるラフ画や設定が掲載されている。なお『フェイト/タイガーころしあむ アッパー』にも登場しているが、こちらは続編アニメ『白き月姫 ファンタズムーン・エクリプス』バージョン。
どうみてもアルクェイドにしか見えない魔法少女で、露出の多い白基調の衣装に魔法少女風のステッキを武器として戦うが、基本的な身体能力が高く、また空想具現化という反則手前の能力を持っているためあまり当てにはしていないらしい。
『白き月姫 ファンタズムーン』は、一部の都市でのみ2002年4月から6月まで全12話で放映されたテレビアニメシリーズで、後に続編『白き月姫 ファンタズムーン・エクリプス』が2003年4月から2004年2月まで全42話（うち6話が未放送）で放送され、劇場版も制作予定にあった作品である。
『Fate/Grand Order』でプリテンダーとして実装された。
妖怪赤髪女（ようかいアキハ）
声 - ひと美
B級タレントで権力の犬。どうみても反転した遠野秋葉にしか見えない。ファンタズムーンの敵役で、次回予告で必ず登場している。『白き月姫 ファンタズムーン HC（ハードコア）』では、瓜二つの謎の人物として登場する。
養殖試作怪人「真ん中きのこ一号」
声 - 神奈延年 / イラスト - 中央東口
第十二話（本編第1話）に登場する怪人。
紳士怪人「松旺子タッくん」
声 - 野島健児 / イラスト - タスクオーナ
第二十五話（本編第2話）に登場する怪人。
幼女系青茸怪人「フォレストみそみ」
声 - 南央美 / イラスト - 森井しづき
第六十七話（本編第3話）に登場する怪人。
観光宇宙人系怪人「ポイズン☆ユリィ」
声 - 渡辺明乃 / イラスト - 高河ゆん
第百七話（本編第4話）に登場する怪人。
天狗茸少年「佐々木抜刀斎」
声 - 伊丸岡篤 / イラスト - 佐々木少年
第百七十三話（本編第5話）に登場する怪人。
有機栽培怪人「たまみ」
声 - 寺田はるひ / イラスト - 結城心一
最終話（本編第6話）に登場する怪人。
トラウマ獣（トラウマじゅう）
声 - 門脇舞以
「THE MOVIE」に登場する怪人。ビル級の巨大さを誇り、体から液状の物質を垂れ流している。ファンタズムーンの独力では打破できなかったが、カレイドルビーの援護を得て撃破された。実はカレイドルビーの並行世界から逃れてきた怪人であり、その正体は『Fate/stay night』で個別ルートを得られなかった悲しみから変化したイリヤスフィール。

#### 超結集猫戦隊ゴレンニャー
「EX Season」に収録されている「超結集猫戦隊ゴレンニャー」に登場するキャラクター。以下三名とレン・白レンの五人でのユニット。いずれも白レンと同じくレンの別カラー的な存在だが、いずれもレンとは違って人語を話す。なお『TAKE MOON』の同名話にも登場するが、そこでの設定では、白レンと同じくレンの使われていない感情が具現化した存在で、夢の中でしか実体化できない。
ブチレン
声 - 水橋かおり
白地に黒のブチ模様、黒髪のレン。皮肉屋ではっきりとした口調でしゃべる。
三毛レン
声 - 水橋かおり
白地に茶色と黒の三毛のレン。天真爛漫でニコニコした表情を浮かべている。一度、五人すべてのレンが衣装のみ三毛レンになった。
縞レン
声 - 水橋かおり
黄地に茶色の縞柄のレン。傲慢で高飛車な性格。

### 各話リスト
- 表冒頭に◌がついている話は、3週連続の傑作選として放送される。

コーナーごとのスタッフクレジットは脚注で示す。
|   | 巻数           | 話数           | サブタイトル | 脚本     | コンテ                                | 演出                             | 作画監督                            |
| - | -------------- | -------------- | --- | -------- | ------------------------------------- | -------------------------------- | ----------------------------------- |
| ○ | 1st Season     | 第1話          | 第5次魔術師大激突チキチキ聖杯戦争 | 上江洲誠 | 岸誠二                                | 岸誠二                           | 廣瀬智仁                            |
|   | 1st Season     | 第2話          | ドキッ☆メルティブラッド | 上江洲誠 | 松本剛彦                              | 唐戸光博 いとがしんたろー        | アミサキリョウコ 成川多加志         |
|   | 1st Season     | 第3話          | どこでもヒナタノユメ - どこでもいっしょ - ヒナタノユメ | 上江洲誠 | 松本剛彦 岸誠二 政木伸一 柳瀬雄之     | いとがしんたろー 石田暢          | 成川多加志 廣瀬智仁                 |
|   | 1st Season     | 第4話          | ドキドキデート大作戦 - 魔法使いはメカが嫌い - ドキドキデート大作戦 | 上江洲誠 | 佐南善行 木村真一郎 政木伸一 松本剛彦 | いとがしんたろー 唐戸光博        | アミサキリョウコ 杉本功             |
|   | 2nd Season     | 第5話          | バーサーカー はじめてのおつかい | 上江洲誠 | 松本剛彦 柳瀬雄之                     | 唐戸光博 石田暢 いとがしんたろー | 杉本功 松本剛彦 廣瀬智仁 成川多加志 |
| ○ | 2nd Season     | 第6話          | 型月連続テレビ小説 さくら | 上江洲誠 | 柳瀬雄之 佐南善行 松本剛彦            | 石田暢 いとがしんたろー 唐戸光博 | 廣瀬智仁 アミサキリョウコ           |
|   | 2nd Season     | 第7話          | 通な贈り物 - 通 - 賢者の贈り物 〜Love Fate〜 | 上江洲誠 | 政木伸一 佐南善行 木村真一郎          | いとがしんたろー                 | アミサキリョウコ                    |
| ○ | 2nd Season     | 第8話          | 働くセイバー - 野生の王者 - はたらくセイバー | 上江洲誠 | 政木伸一                              | 石田暢                           | 廣瀬智仁                            |
| ○ | 3rd Season     | 第9話          | SEIHAI GRANDPRIX | 上江洲誠 | 松本剛彦                              | 唐戸光博                         | 竹上貴雄                            |
|   | 3rd Season     | 第10話         | 洗脳探偵ロリ返り - ロリ返り - 洗脳探偵ヒスイ 月猫村不可能連続殺人事件!? -巫女の舞に隠された悲恋- - 洗脳探偵ヒスイ コンクリートジャングル殺人事件!? えっ?!鉄骨が人を襲う? - 洗脳探偵ヒスイ 超豪華客船大爆破 -300の悲劇- | 上江洲誠 | 政木伸一 木村真一郎                   | 石田暢                           | 廣瀬智仁                            |
| ○ | 3rd Season     | 第11話         | FINAL DEAD LANCER | 上江洲誠 | 松本剛彦                              | 石田暢                           | アミサキリョウコ                    |
|   | 3rd Season     | 第12話         | ドキドキデート大作戦 解答編 | 上江洲誠 | 福島利規 政木伸一                     | 福島利規 岸誠二                  | 廣瀬智仁                            |
|   | EX Season      | EX Season      | プロローグ / 友達です / ラディカル☆カレンちゃん / 超結集猫戦隊ゴレンニャー 白き月姫ファンタズムーン THE MOVIE / NRVNQSRです 挑戦状です / ゲッショク                                                                    | 上江洲誠 | 政木伸一                              | いとがしんたろー                 | 廣瀬智仁                            |
|   | Special Season | Special Season | コハエース | 経験値   | 経験値                                | 経験値                           | 経験値                              |
|   | Special Season | Special Season | ひびちかスペシャル | 上江洲誠 | 政木伸一                              | 野亦則行                         | 廣瀬智仁                            |
|   | Special Season | Special Season | ドキドキデート大作戦 メインヒロインとデート編 | 上江洲誠 | 福島利規                              | 福島利規                         | 廣瀬智仁                            |
| ○ | OVA            | OVA            | Fate/Prototype | 上江洲誠 | 岸誠二                                | 九十九十一                       | 森田和明 松本剛彦                   |

#### ミニコーナー
アーネンエルベ / オープニング / ジャンクション
ネコアルクたちによるショートコーナー。本編の導入や解説などを担っている。たまに本編に進出する事もある。
相席
月姫シリーズのキャラクターとFateシリーズのキャラクターが、喫茶店アーネンエルベで邂逅を果たす。
白き月姫 ファンタズムーン
第1話 - 第6話。テレビアニメ『白き月姫 ファンタズムーン』。ファンタズムーンが怪人を倒す本編と、嘘次回予告で構成されている。EX Seasonでは劇場版アニメとして収録。
放課後★路地裏同盟
第2話 - 第4話、Special Season。さつき・シオン・リーズバイフェの3人「路地裏同盟」によるトリオ漫才。三咲町で公演しているという設定。
ちょいつき
EX Season。月姫キャラによるショートストーリー。
聖杯くん
聖杯くんを主体とした『ドラえもん』のパロディ作品。第11話には本編中に聖杯くんが登場。
タイガー道場
胴着を着た大河と体操着を着たイリヤのFateシリーズ恒例の掛け合い漫才コーナー。真次回予告としているが予告らしいことはしていない。2巻ではEXTRAの発売が延期になったせいで赤セイバーも登場。
エピローグ
3rd Seasonに収録。カーニバルファンタズムの打上げをアーネンエルベで行っている設定。本編登場キャラの他に『Fate/Zero』、『空の境界』、『鋼の大地』のキャラも登場。
コハエース
Special Seasonに収録。SDのコハエースキャラが登場。青セイバーの出演料や食費、さらに赤セイバーまで呼んだせいで予算がなくなる。
ひびちかスペシャル
Special Seasonに収録。「まほうつかいの箱」キャラがメイン。

### メディア
カーニバル・ファンタズム 1st Season
2011年8月14日発売（コミックマーケット80で先行販売）
第1話 - 第4話収録。音声キャラクターコメンタリー特典「教えて!知得留先生」
初回特典：TYPE-MOON10周年記念画集「catalogue」、本編DVD
コミックマーケット80では会場特典として描き下ろしサイン色紙とテレホンカードセットが付属
カーニバル・ファンタズム 2nd Season
2011年10月28日発売
第5話 - 第8話収録。映像特典「音声付 風雲イリヤ城」、音声キャラクターコメンタリー特典「はばたけ!タイガー道場」、「バーサーカーのせいたい」
初回特典：本編資料集「CP読本」、本編DVD
カーニバル・ファンタズム 3rd Season
2011年12月31日発売
第9話 - 第12話収録。音声キャラクターコメンタリー特典「ときめけ!ひびちかぽすと」。スペシャル映像『Fate/Prototype』BD封入の二枚組。『Fate/Prototype』の設定集『Prototype/material』同梱。
初回特典：特製全巻収納BOX、PCゲームソフト『MELTY BLOOD Actress Again Current Code』ver1.07、本編DVD
カーニバル・ファンタズム EX Season
『TAKE MOON 特別版』に付属するOAD。本編アニメ20分と、特典映像「遠野秋葉は悩んでいる」収録。
カーニバル・ファンタズム Special Season ひびちかスペシャル
2012年7月に開催された「TYPE-MOON Fes.」で上映された番外編。タイトルの通り、「まほうつかいの箱」に登場する日比乃ひびき・桂木千鍵をメインとしたエピソードを中心に構成されている。また、お蔵入り予定であったメインヒロインとのデート編も収録している。
カーニバル・ファンタズム Complete Edition
2015年4月30日発売。
第1話 - 第12話と、「EX Season」「Special Season」「Fate/Prototype」その他特典映像を収録した総集編。BD2枚組。
TYPE-MOON10周年記念ドラマCD（feat.CP）「恐怖・人類未踏の地底大洞窟!喫茶店地下666メートルの秘境に幻の美少年を見た!!」
コンプティーク2011年8月号付録ドラマCD。後に『アンソロジードラマCD まほうつかいの箱 アラカルト』に再録。
TYPE-MOON10周年記念ドラマCD（feat.カーニバル・ファンタズム）「イリヤエ・ロボマエ」
コンプエース2011年12月号付録ドラマCD。同誌で連載されている『Fate/kaleid liner プリズマ☆イリヤ 2wei!』とのクロスオーバー。
TYPE-MOON10周年記念ドラマCD（feat.カーニバル・ファンタズム）「タイガー＆ブルマー with ネコアルク VS メカアキハ」
コンプティーク2012年1月号付録ドラマCD。『フェイト/タイガーころしあむ』や『トラぶる花札道中記』の設定を引き継いでいる。
TAKE MOON×TYPE-MOON 10周年記念スペシャルドラマCD「カレー先輩と呼ばないで!」
月刊ComicREX2011年10月号付録ドラマCD。第1話「シエル思う故にカレー在り」、第2話「酔姫」。
「カーニバル・ファンタズム」セレクション放送
2018年1月より3週限定で「1st Season」～「3rd Season」からFateシリーズを中心に厳選されたエピソードと「Fate/Prototype」がテレビ放送された。
| 放送期間                | 放送時間                     | 放送局       | 対象地域   | 備考                  |
| ----------------------- | ---------------------------- | ------------ | ---------- | --------------------- |
| 2018年1月7日 - 1月21日  | 日曜 0:00 - 0:30（土曜深夜） | TOKYO MX     | 東京都     |                       |
|                         |                              | とちぎテレビ | 栃木県     |                       |
|                         |                              | 群馬テレビ   | 群馬県     |                       |
|                         |                              | BS11         | 日本全域   | BS放送 / 『ANIME+』枠 |
| 2018年1月10日 - 1月24日 | 水曜 3:30 - 4:00（火曜深夜） | 毎日放送     | 近畿広域圏 | 『アニメ特区』第3部   |

| TOKYO MX・BS11ANIME+ 日曜 0:00 - 0:30（土曜深夜）枠 | TOKYO MX・BS11ANIME+ 日曜 0:00 - 0:30（土曜深夜）枠 | TOKYO MX・BS11ANIME+ 日曜 0:00 - 0:30（土曜深夜）枠 |
| 前番組                                              | 番組名                                              | 次番組                                              |
| --------------------------------------------------- | --------------------------------------------------- | --------------------------------------------------- |
| Fate/Apocrypha                                      | 「カーニバル・ファンタズム」セレクション放送        | Fate/EXTRA Last Encore                              |

### その他
プレシャスメモリーズ
ムービックとエンスカイのトレーディングカードゲーム、プレシャスメモリーズに参戦している。収録タイトルは、カーニバル・ファンタズム。